# Pratibha Patil
Pratibha Devisingh Patil (phát âmⓘ) (sinh ngày 19 tháng 12 năm 1934) là một chính trị gia người Ấn Độ, giữ chức tổng thống của Ấn Độ từ năm 2007 đến năm 2012; và là nữ giới đầu tiên đảm nhiệm chức vụ này. Bà tuyên thệ nhậm chức vào ngày 25 tháng 7 năm 2007, kế nhiệm Abdul Kalam sau khi đả bại đối thủ của bà là Bhairon Singh Shekhawat. Bà mãn nhiệm tổng thống vào năm 2012, người kế nhiệm là Pranab Mukherjee.
Patil là một đảng viên của Đảng Quốc Đại Ấn Độ (INC), được Liên minh Tiến bộ Thống nhất và phái Tả Ấn Độ đề cử làm ứng cử viên tổng thống.

## Sinh hoạt ban đầu
Pratibha Devisingh Patil là con gái của Narayan Rao Patil. Bà sinh vào ngày 19 tháng 12 năm 1934 tại làng Nadgaon, nay thuộc huyện Jalgaon của bang Maharashtra, Ấn Độ. Ban đầu bà theo học tại RR Vidyalaya, Jalgaon và sau đó được trao bằng thạc sĩ về khoa học chính trị và kinh tế của Học viện Mooljee Jetha, Jalgaon (nay thuộc Đại học Pune), sau đó bà nhận được bằng cử nhân luật của Học viện Luật Chính phủ, Mumbai. Sau đó, Patil bắt đầu hành hành nghề pháp luật tại tòa án huyện Jalgaon, trong khi cũng quan tâm đến các vấn đề xã hội như cải thiện địa vị của phụ nữ Ấn Độ.
Patil kết hôn cùng Devisingh Ransingh Shekhawat vào ngày 7 tháng 7 năm 1965. Hai người có một con trai và một con gái.

## Sự nghiệp chính trị
BBC miêu tả sự nghiệp chính trị của Patil trước khi nhậm chức tổng thống là "lâu dài và phần lớn là thứ yếu". Năm 1962, bà được bầu vào Nghị viện Maharashtra, là đại biểu của khu vực bầu cử Jalgaon. Sau đó, bà giành thắng lợi để đại diện cho khu vực bầu cử Muktainagar (trước là Edlabad) trong bốn nhiệm kỳ liên tiếp từ năm 1967 đến năm 1985, rồi trở thành nghị viên tại Rajya Sabha (Thượng nghị viện Ấn Độ) từ năm 1985 đến năm 1990. Trong tổng tuyển cử năm 1991, bà được bầu làm đại biểu cho khu vực bầu cử Amravati tại Lok Sabha (Hạ nghị viện Ấn Độ). Sau đó, trong cùng thập niên, bà tạm ngưng hoạt động trên chính trường.
Patil nắm giữ nhiều chức vụ khác nhau khi là nghị viên của Nghị viện Maharashtra, bà cũng giữ các chức vụ chính thức trong thời gian làm nghị viên của Rajya Sabha và Lok Sabha. Ngoài ra, bà từng giữ chức chủ tịch đơn vị bang Maharashtra tại Quốc hội, và giữ chức chủ nhiệm của Liên đoàn Quốc gia các ngân hàng hợp tác xã và hội tín dụng đô thị, và là một thành viên của Hội đồng quản trị Liên đoàn hợp tác xã Quốc gia Ấn Độ.
Ngày 8 tháng 11 năm 2004, bà được bổ nhiệm làm thống đốc thứ 24 của bang Rajasthan và là nữ giới đầu tiên giữ chức vụ này, và theo BBC có thành tích tầm thường khi đương nhiệm.

## Nhiệm kỳ tổng thống

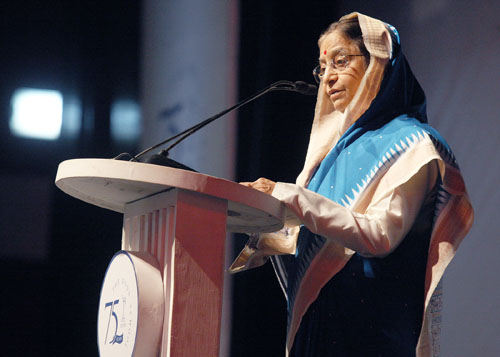
Tổng thống Patil phát biểu tại Trường Doon vào tháng 10 năm 2010.

### Bầu cử
Ngày 14 tháng 6 năm 2007, Patil được công bố là ứng cử viên tổng thống của Liên minh Tiến bộ Thống nhất. Bà xuất hiện với vị thế một ứng cử viên thỏa hiệp sau khi các đảng cánh tả không đồng ý đề cử cựu bộ trưởng Nội vụ Shivraj Patil hay Karan Singh.
Do chức vụ tổng thống phần lớn mang tính hình thức, việc lựa chọn ứng cử viên thường được thỏa thuận nhất trí giữa các chính đảng và ứng cử viên tranh cử mà không có đối thủ. Trái ngược với thường lệ, Patil phải đối diện với thách thức trong bầu cử. BBC mô tả tình hình là "tai họa mới nhất của nền chính trị ngày càng mang tính đảng phái trong nước và nó nêu bật điều được nhận định là một cuộc khủng hoảng nghiêm trọng của hàng ngũ lãnh đạo". Nó "suy thoái thành phỉ báng khó coi giữa đảng cầm quyền và đối lập". Người thách thức bà là Bhairon Singh Shekhawat, phó tổng thống tiền nhiệm và là một đảng viên kỳ cựu của Đảng Bharatiya Janata (BJP). Shekhawat ra ứng cử với tư cách là ứng cử viên độc lập, được Liên minh Dân chủ Quốc gia (NDA) do BJP lãnh đạo ủng hộ, song Đảng Shiv Sena trong thành phần NDA ủng hộ Patil do bà có nguồn gốc Marathi.
Patil giành thắng lợi trong cuộc bầu cử tổ chức vào ngày 19 tháng 7 năm 2007. Bà giành được gần hai phần ba số phiếu và trở thành nữ giới đầu tiên nhậm chức tổng thống của Ấn Độ vào ngày 25 tháng 7 năm 2007.

### Các hoạt động

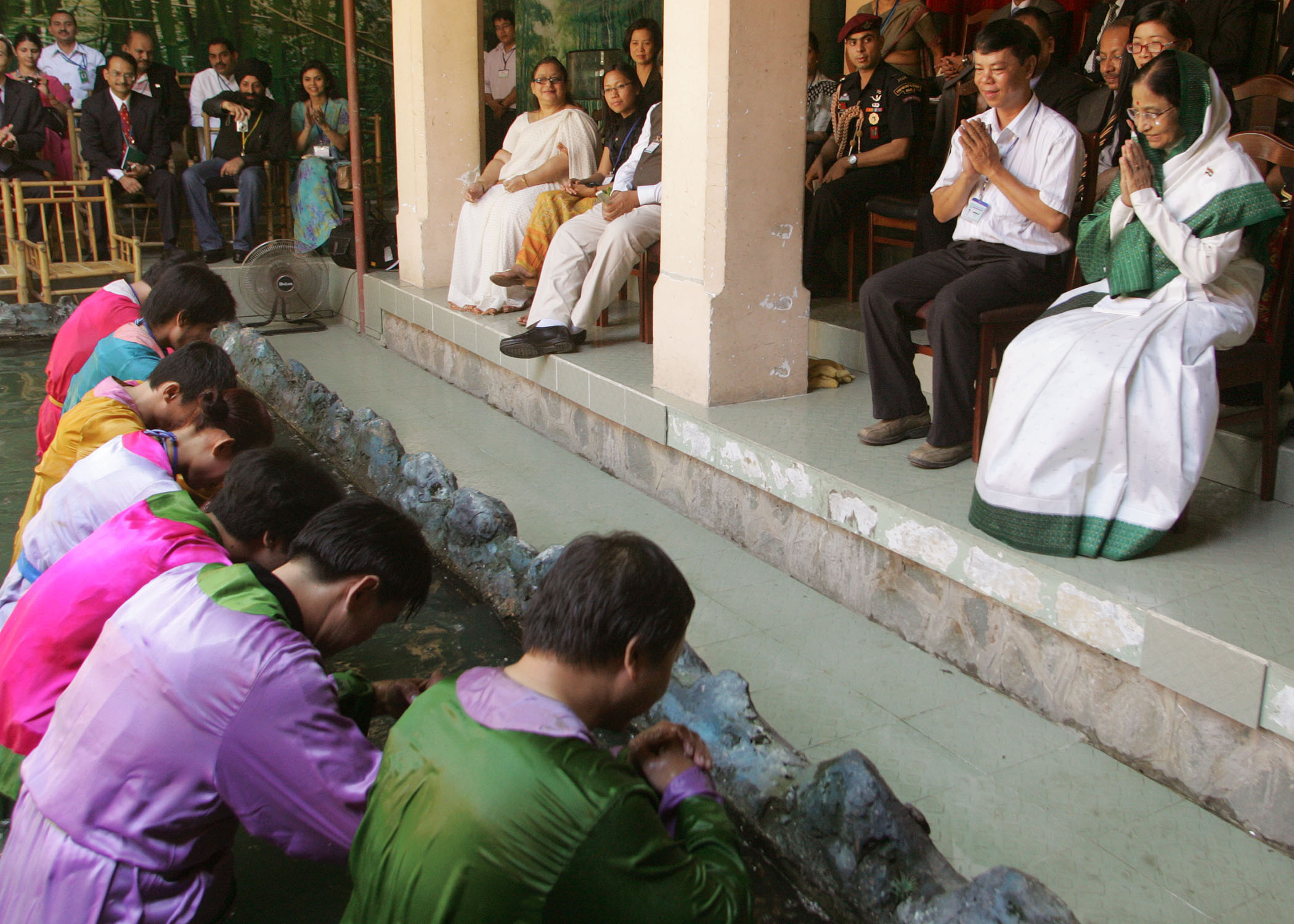
Thăm Việt Nam năm 2008

Nhiệm kỳ tổng thống của Pratibha Patil trải qua các tranh luận khác nhau. Chẳng hạn, Patil ân xá án tử hình cho 35 tử tù, đây là một kỷ lục và trong số này có những người bị kết tội là giết người hàng loạt, bắt cóc, hiếp dâm và sát hại trẻ em. Tuy nhiên, văn phòng tổng thống biện hộ cho điều này rằng Tổng thống quyết định khoan hồng cho những người nộp đơn sau khi khảo sát và thẩm tra khuyến nghị của Bộ Nội vụ. Pratibha Patil được mệnh danh là tổng thống khoan dung nhất trong 30 năm kể từ 1981.
Patil nổi tiếng do bà dành nhiều tiền cho các chuyến đi ra nước ngoài, và thực hiện nhiều chuyến đi nước ngoài hơn bất kỳ tổng thống nào trước đó. Trong các chuyến đi này, đại gia đình của bà sử dụng công quỹ đến các điểm du lịch. Tổng cộng có 22 chuyến đi, với chi phí 40 triệu USD. Bà bị cáo buộc lạm dụng tiền của chính phủ đẻ xây một dinh thự trên khu đất rộng 260.000 ft vuông (~24.000 m²), trên một vùng đất thuộc về các góa phụ chiến tranh. Hành động dùng tiền chính phủ để xây dinh thự hưu trí cho tổng thống là chưa có tiền lệ. Bà tiến hành tự thẩm định và công bố tăng lương 300% cho bản thân cùng phó tổng thống.
Chức vụ tổng thống có nhiệm kỳ 5 năm và Patil thôi giữ chức vụ này vào tháng 7 năm 2012.

## Kinh doanh
Cùng với chồng mình, bà thiết lập Vidya Bharati Shikshan Prasarak Mandal, một viện giáo dục điều hành một chuỗi các trường học tại Amravati, Jalgaon và Mumbai. Bà cũng lập ra Quỹ Tín thác Shram Sadhana, là thể chế điều hành các ký túc xá cho các phụ nữ lao động tại New Delhi, Mumbai và Pune; và một học viện kỹ thuật tại làng Bambhori thuộc huyện Jalgaon. Bà cũng lập ra một nhà máy đường hợp tác Sant Muktabai Sahakari Sakhar Karkhana tại Muktainagar và một ngân hàng hợp tác mang tên Pratibha Mahila Sahakari, song ngừng giao dịch vào tháng 2 năm 2003.

## Các chức vụ
Patil từng nắm giữ nhiều chức vụ trong sự nghiệp:
| Giai đoạn                                 | Chức vụ                                                                                               |
| ----------------------------------------- | --- |
| 1967–72                                   | Phó Bộ trưởng, Các vấn đề Y tế công cộng, Cấm rượu, Du lịch, Nhà ở & Nghị viện, Chính phủ Maharashtra |
| 1972–74                                   | Bộ trưởng Nội các, Phúc lợi xã hội, Chính phủ Maharashtra                                             |
| 1974–75                                   | Bộ trưởng Nội các, Y tế Công cộng & Phúc lợi xã hội, Chính phủ Maharashtra                            |
| 1975–76                                   | Bộ trưởng Nội các, Các vấn đề Cấm rượu, Cải tạo và Văn hóa, Chính phủ Maharashtra                     |
| 1977–78                                   | Bộ trưởng Nội các, Giáo dục, Chính phủ Maharashtra                                                    |
| 1979–1980                                 | Thủ lĩnh đối lập, Nghị viện Maharashtra                                                               |
| 1982–85                                   | Bộ trưởng Nội các, Phát triển đô thị và Nhà ở, Chính phủ Maharashtra                                  |
| 1983–85                                   | Bộ trưởng Nội các, Tiếp tế dân sự và Phúc lợi xã hội, Chính phủ Maharashtra                           |
| 1986–1988                                 | Phó Chủ tịch, Rajya Sabha                                                                             |
| 1986–88                                   | Chủ tịch, Ủy ban Đặc quyền, Rajya Sabha; Thành viên, Ủy ban Cố vấn Kinh doanh, Rajya Sabha            |
| 1991–1996                                 | Chủ tịch, Ủy ban Nhà ở, Lok Sabha                                                                     |
| 8 tháng 11 năm 2004 – 23 tháng 6 năm 2007 | Thống đốc Rajasthan                                                                                   |
| 25 tháng 7 năm 2007 – 25 tháng 7 năm 2012 | Tổng thống Ấn Độ                                                                                      |